# Tourette-du-Château
Tourette-du-Château (in italiano, Torretta, ormai desueto) è un comune francese di 118 abitanti situato nel dipartimento delle Alpi Marittime della regione della Provenza-Alpi-Costa Azzurra.
I suoi abitanti sono chiamati les Tourrettans in francese ed i Torrettani in italiano.

## Toponomastica
Il comune odierno di Tourette-du-Château deve il suo toponimo attuale ai resti del castello "Cannubbio", così detto dall'omonima famiglia che lo possedeva nel Medioevo, quando Torretta fu anche un Contado dei signori Peirani.

## Storia
Il centro abitato di Tourette-du-Château un tempo esisteva come parte del territorio di Tourette-Revest, quando l'antico comune delle Alpi Marittime, dopo la sua riunione alla Francia, per cessione appena un decennio prima, nel 1860, dal regno di Sardegna e Piemonte, nel 1871 è stato soppresso e separato per scissione consensuale in due nuovi comuni indipendenti: l'attuale Tourette-du-Château ed il confinante "Revest-de-l'Estéron", rinominato poi Revest-les-Roches nel 1933.
L'odierno territorio del comune di Tourette-du-Château, come parte territoriale integrante dell'antico municipio di Tourette-Revest, soppresso nel 1871, ha seguito pertanto con la storica Contea di Nizza, a partire dal 1388, anno di dedizione di Nizza alla Savoia, e fino al 1860, le vicissitudini storiche prima della Contea di Savoia e del Ducato di Savoia, e poi dopo il Congresso di Vienna, dal 1815 al 1860, le sorti del regno di Piemonte e Sardegna, facendone parte per quasi mezzo secolo, per essere poi annesso nel 1860 alla Francia, dopo referendum nell'aprile del 1860, secondo le clausole del Trattato di Torino fra Vittorio Emanuele II, re di Sardegna e Piemonte e Napoleone III, imperatore dei Francesi, con cui era ceduto dal primo ministro Camillo Benso, conte di Cavour, il Contado di Nizza alla Francia, per il suo aiuto nella seconda guerra d'indipendenza e l'unità d'Italia.

## Società

### Evoluzione demografica
Abitanti censiti